# Qingjiang (köpinghuvudort i Kina, Zhejiang Sheng, lat 28,28, long 121,10)
Qingjiang (kinesiska: 清江, 清江镇) är en köpinghuvudort i Kina. Den ligger i provinsen Zhejiang, i den östra delen av landet, omkring 240 kilometer söder om provinshuvudstaden Hangzhou. Antalet invånare är 34 860. Befolkningen består av 16 549 kvinnor och 18 311 män. Barn under 15 år utgör 14,0 %, vuxna 15-64 år 75 %, och äldre över 65 år 9,0 %.
Närmaste större samhälle är Zhugang, 19,6 km sydost om Qingjiang. 
Genomsnittlig årsnederbörd är 2 023 millimeter. Den regnigaste månaden är juni, med i genomsnitt 334 mm nederbörd, och den torraste är januari, med 74 mm nederbörd.